# Euphorbia corrigioloides
Euphorbia corrigioloides är en törelväxtart som beskrevs av Pierre Edmond Boissier. Euphorbia corrigioloides ingår i släktet törlar, och familjen törelväxter. Inga underarter finns listade i Catalogue of Life.